# Yeah Yeah Yeah Yeah Yeah
Yeah Yeah Yeah Yeah Yeah ist die zweite EP der britischen Folk-Punk-Band The Pogues. Sie erreichte Platz 43 in den britischen und Platz 17 in den US-amerikanischen Charts.

## Geschichte
Die EP wurde in drei unterschiedlichen Versionen veröffentlicht: Im Vereinigten Königreich als 7"-Single, die neben dem Titelstück auch "The Limerick Rake" enthielt und als 12"-EP, die die zusätzlichen Songs "Honky Tonk Women" (ein Rolling-Stones-Cover) und einen Remix von "Yeah, Yeah, Yeah, Yeah, Yeah" enthielt. Letztgenannter Song wurde ebenfalls in das 2008 erschienene Boxset "Just Look Them Straight in the Eye and Say...POGUE MAHONE!" inkludiert.
In den USA wurde die ursprüngliche 12"-EP als CD veröffentlicht, auf der die zusammen mit den Dubliners aufgenommenen Songs "Jack´s Heroes" und "Whiskey in the Jar" den Remix des Titelstücks und "The Limerick Rake" ersetzten.
"Jack´s Heroes" wurde im Jahr 1990 als Single veröffentlicht und auch zusammen mit "Whiskey in the Jar" in die Wiederveröffentlichung des Albums Hell’s Ditch inkludiert. "The Limerick Rake", "Honky Tonk Women" und "Yeah Yeah Yeah Yeah Yeah" waren auf der Wiederveröffentlichung von Peace and Love enthalten.
Das Musikvideo zu "Yeah Yeah Yeah Yeah Yeah" basiert auf einer Episode der Musikshow Top of the Pops aus den 1960er Jahren und zeigt die Unschuld der frühen 60er bis zur Psychedelischen Kultur der späten 60er.

## Musikstil
Ein einheitlicher Musikstil ist schwer festzustellen, es befinden sich sowohl von Motown und Rock als auch, wie für die Pogues üblich, von Irish Folk beeinflusste Songs. Für den Musikstil ist auch das Veröffentlichungsland ausschlaggebend, da in der US-amerikanischen Version mehr Folk enthalten war als in der britischen.

## Titelliste

### Britische 7"-Single
1. "Yeah Yeah Yeah Yeah Yeah" (MacGowan) – 3:16
2. "The Limerick Rake" (Traditional) – 3:10

### Britische 12"-EP
1. "Yeah Yeah Yeah Yeah Yeah" (MacGowan) – 3:16
2. "The Limerick Rake" (Traditional) – 3:10
3. "Honky Tonk Women" (Mick Jagger, Keith Richards) – 2:55
4. "Yeah Yeah Yeah Yeah Yeah (Long Version)" (MacGowan) – 6:43

### US-amerikanische CD
1. "Yeah Yeah Yeah Yeah Yeah" (MacGowan) – 3:16
2. "Honky Tonk Women"(Jagger, Richards) – 2:55
3. "Jack’s Heroes" (Spider Stacy, Terry Woods) – 3:05
4. "Whiskey in the Jar (Long Version)" (Traditional) – 4:15

## Rezeption
| Medium   | Rating                                                              | Kritiker                |
| -------- | ------------------------------------------------------------------- | ----------------------- |
| Allmusic | Sternsymbol · Sternsymbol · Sternsymbol · Sternsymbol · Sternsymbol | Stephen Thomas Erlewine |

Stephen Thomas Erlewine schrieb in seiner Rezension für den Allmusic Guide:
""Yeah Yeah Yeah Yeah Yeah" was one of The Pogues finest moments (...). The EP is one the group's most rock-oriented efforts (...), but it's not entirely successful, with the noticeable exception of the title track."
""Yeah Yeah Yeah Yeah Yeah" war einer der besten Momente der Pogues (...). Die EP ist eine der am meisten Rock-orientierten Anstrengungen der Band (...), aber sie überzeugt nicht völlig, mit der bemerkenswerten Ausnahme des Titelstücks."
Erlewine bewertete die EP mit zwei von fünf Sternen.